# Fundulus heteroclitus
Fundulus heteroclitus es una especie de pez eurihalino de la familia de los fundúlidos en el orden de los ciprinodontiformes.

## Morfología
Las hembras pueden llegar a los 15 cm de longitud total.

## Distribución geográfica
Se encuentran en Norteamérica: Estados Unidos y Canadá.

### Especie invasora en España
Debido a su potencial colonizador y constituir una amenaza grave para las especies autóctonas, los hábitats o los ecosistemas, esta especie ha sido incluida en el Catálogo Español de Especies Exóticas Invasoras, regulado por el Real Decreto 630/2013, de 2 de agosto, estando prohibida en España su introducción en el medio natural, posesión, transporte, tráfico y comercio.